# Agapornis lilianae
El inseparable del Nyasa o inseparable de Lilian (Agapornis lilianae) es una especie de ave psitaciforme de la familia Psittacidae nativa de África oriental.
Es similar a Agapornis fischeri; se diferencia por la máscara rojiza y anaranjada más definida y oscura, y le falta el azul en el vientre del Fischer. Mide 14 cm y es bastante común como mascota, por su carácter gregario y sociable que, en estado salvaje, le permite formar grandes y ruidosas bandadas de más de 50 ejemplares.
Viven en el sur de Tanzania, Malaui y el noroeste de Mozambique.
Esta especie es muy estudiada en Sudáfrica "Research Project" conducido por el "Research Centre for Parrot Conservation" de la Universidad de KwaZulu-Natal. Estudios para entender mejor su ecología y conservación.
Está en el Parque nacional Liwonde (LNP). Las explotaciones agrícolas le han quitado hábitat, y solo les quedan los Parques Nacionales. Otro lugar de protección es "Miombo Forest Reserves". El LNP se halla en la región sur de Malawi, donde hay muchísima densidad humana 100-115 hab./km² (FAO, 1997). Las cercanas aplicaciones de plaguicidas matan masivamente la sp. y a otras.
Esta especie ha probado ser difícil de criar en cautiverio.